# Gagrella coriacea
Gagrella coriacea is een hooiwagen uit de familie Sclerosomatidae.